# Ihor Pylaťjuk
Ihor Mychajlovyč Pylaťjuk (ukrajinsky Пилатюк Ігор Михайлович; * 16. června 1954, Bučač, Ternopilská oblast, Ukrajina) je ukrajinský hudebník, houslista, hudební pedagog a dirigent. Rektor Lvovské konzervatoře.

## Biografie
Ihor Pylaťjuk se narodil 16. června 1954 roku ve městě Bučač, Ternopilská oblast (dnes Ukrajina, tehdy ovšem součást Sovětského svazu). Vystudoval Bučačskou střední školu, Ternopilskou oblastní školu Solomiji Krušelnycké (1969—1973) (obdoba vyšší odborné školy v ČR), pak Lvovskou konzervatoř (1973—1978). Od 1978 roku působil jako pedagog v Ivanofrankivské hudební škole Denysy Sičynského. Od 1999 roku je rektorem Lvovské konzervatoře.
Děti:
- Anastasija Pylaťjukova (*1983, Ivano-Frankivsk), ukrajinská hudebnice, houslistka, sólistka Palacio de las Artes Reina Sofía (Valencie, Španělsko)[1]
- Dr. Nazarij Pylaťjuk (*17. ledna 1987, Ivano-Frankivsk), ukrajinský hudebník, houslista a hudební pedagog.